# Zbrodnia w Majdańskiej Hucie
Zbrodnia w Majdańskiej Hucie – zbrodnia dokonana 12 lipca 1943 roku przez partyzantów Ukraińskiej Powstańczej Armii na mieszkańcach wsi Majdańska Huta, położonej w powiecie zdołbunowskim w województwie wołyńskim podczas  rzezi wołyńskiej. W wyniku zbrodni zginęło 183 Polaków i 1 Ukrainka.
Według relacji zgromadzonych przez Władysława i Ewę Siemaszków, wiosną 1943 roku mieszkańcy Majdańskiej Huty otrzymali od dowództwa UPA w Antonowcach gwarancje bezpieczeństwa pod warunkiem świadczenia danin w postaci żywności, drewna, transportu i robotników do rozbiórki domów opuszczonych przez Polaków. Do czasu zbrodni wieś wywiązywała się z danin. Upowcy mianowali sołtysem Adolfa Oborskiego. 
8 lipca 1943 roku we wsi pojawiło się 9 upowców, którzy zachowując się przyjaźnie i ostrzegając przed Niemcami, odwiedzili wszystkie gospodarstwa.
12 lipca rano upowcy opanowali wieś, po czym spalili większość jej mieszkańców w stodole. Niektóre ofiary były mordowane w innych miejscach. Przeżyło 11 osób, głównie tych, które były nieobecne we wsi podczas zbrodni.